# Плехановский сельсовет (Липецкая область)
Плехановский сельсовет — сельское поселение в Грязинском районе Липецкой области Российской Федерации.
Административный центр — село Плеханово.

## История
Статус и границы сельского поселения установлены Законом Липецкой области от 23 сентября 2004 года. В ноябре 2020 года территория упразднённой деревни Гудаловка была включена в село Плеханово.

## Население
| 2010  | 2012  | 2013  | 2014  | 2015  | 2016  | 2017  |
| ----- | ----- | ----- | ----- | ----- | ----- | ----- |
| 3088  | ↗3145 | ↗3276 | ↗3337 | ↗3382 | ↘3349 | ↘3293 |
| 2018  | 2021  |       |       |       |       |       |
| ↘3264 | ↗3337 |       |       |       |       |       |

## Населённые пункты
В сельсовет входят два населённых пункта (до ноября 2020 года — три):
| №        | Населённый пункт | Тип населённого пункта        | Население |
| -------- | ---------------- | ----------------------------- | --------- |
| 1        | Головщино        | село                          | ↗376      |
| 1.000001 | Гудаловка        | деревня (до ноября 2020 года) | ↘698      |
| 2        | Плеханово        | село                          | ↗2024     |